# Staffordshire-Worcestershire-Kanal

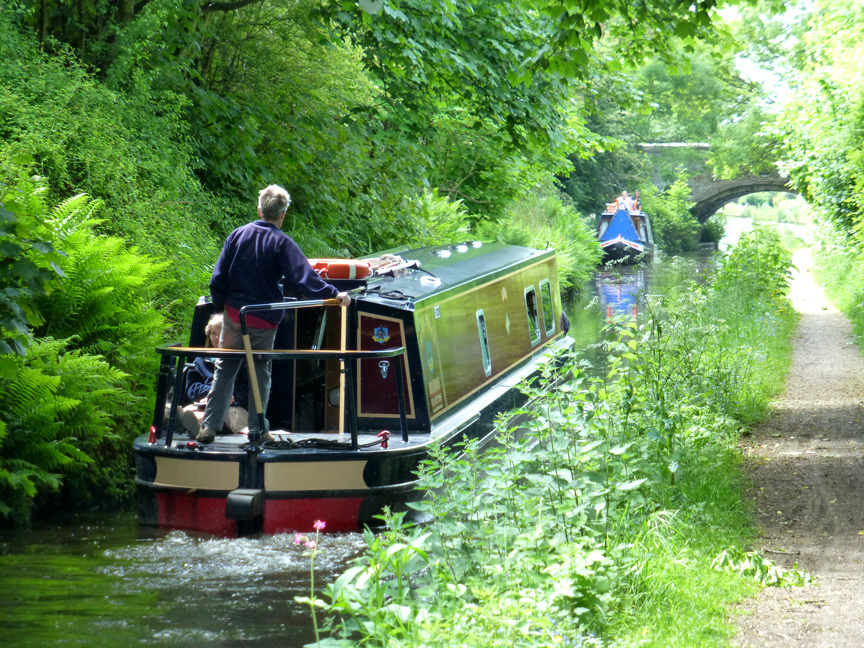
Zwei Narrowboats auf dem Staffordshire-Worcestershire-Kanal

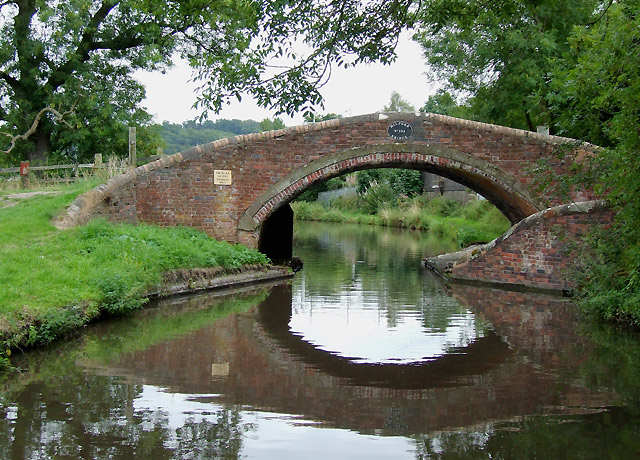
Die Milford-Brücke

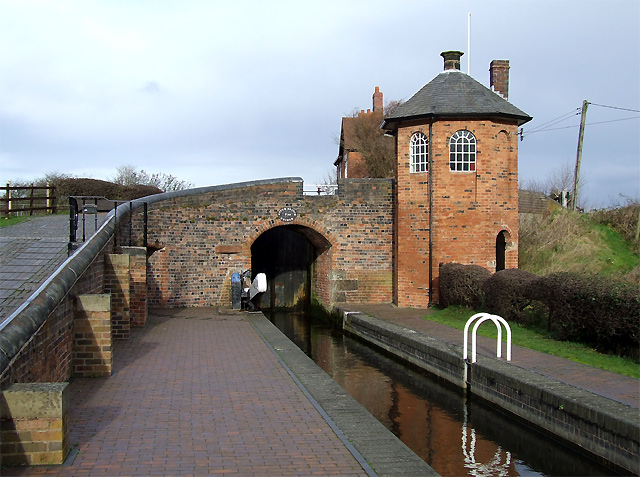
Eine Schleuse des Kanals. Im turmartigen Gebäude wurden früher die Kanalgebühren kassiert.

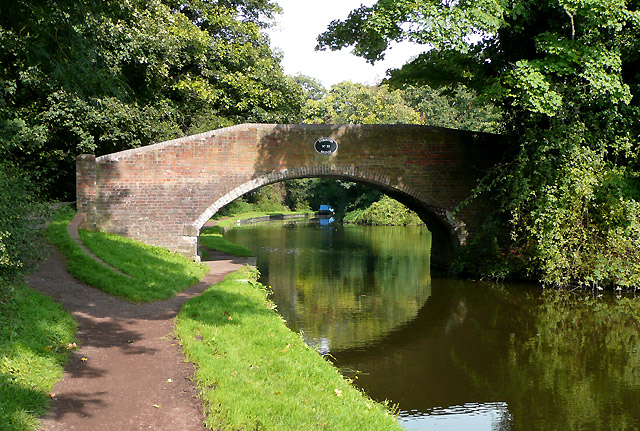
Brücke Nr. 33 des Kanals, dahinter die Stourton Junction

Der Staffordshire-Worcestershire-Kanal (englisch: Staffordshire and Worcestershire Canal) ist ein Narrowboat-Kanal in den Midlands in England. Der Kanal beginnt in Stourport-on-Severn in Worcestershire und endet nach 74 km in Staffordshire an der Kanalkreuzung Haywood Junction in Great Haywood/Staffordshire mit dem Trent-und-Mersey-Kanal.

## Geschichte

### Bauphase
James Brindley war der leitende Kanalbauingenieur für diesen Kanal, der Teil seines Planes war, ein Kanalkreuz (Grand Cross) in England zwischen den Endpunkten Liverpool im Nordwesten und London im Südosten sowie zwischen Bristol im Südwesten und Hull im Nordosten zu errichten.
Ein am 14. Mai 1766 beschlossenes Parlamentsgesetz autorisierte den Bau des Kanals. Damit war die Gesellschaft der Eigentümer des Staffordshire-und-Worcestershire-Kanals gegründet. Sie war mit dem Recht ausgestattet, von ihren Gesellschaftern einen anfänglichen Betrag von £70,000 zu fordern, sowie weitere £30,000, falls sich herausstellte, dass die ursprüngliche Summe nicht ausreichend sein sollte.
Der Bau des Kanals war 1771 beendet und 1772 folgte die Verkehrseröffnung. Zwar wurden die kalkulierten Baukosten zunächst deutlich überschritten, dennoch war der Kanal sofort ein kommerzieller Erfolg. Für diesen sorgten hauptsächlich Töpfereimassenwaren aus den sog. „Potteries“ (heute: Stoke-on-Trent), die südwärts nach Gloucester und Bristol verschifft wurden. In der Gegenrichtung wurden hauptsächlich Waren aus dem Black Country, dem Industriegebiet um Birmingham, nach Stoke-on-Trent transportiert.

### Entwicklung
Ein weiterer Parlamentsakt vom 9. Juni 1790 gestattete der Kanalgesellschaft, den Anschluss an den Severn bei Stourport zu verbessern. Dort entstanden vier Binnenhafenbecken, die über zwei breitere Schleusen auch von den Severn-Trows, dem Frachtertyp, der hauptsächlich auf dem Severn Verwendung fand, angesteuert werden konnten. In den Hafenbecken fand dann das Umladen der Güter von den Trows in die kleineren und erheblich schmaleren Narrowboats für den weiteren Transport auf dem Kanal statt.

### Wettbewerb
Verkehr und Frachtaufkommen verminderten sich insbesondere in der südlichen Teilstrecke des Kanals, als der Worcester-Birmingham-Kanal 1815 eröffnete. Letzter verlief auf einer direkteren Route zwischen Birmingham und Bristol. Um konkurrenzfähig zu bleiben, verlängerte man zunächst die Öffnungszeiten der Schleusen schrittweise, bis diese 1830 schließlich rund um die Uhr betriebsbereit waren. Ein weiterer Rückschlag war die Eröffnung des Shropshire-Union-Kanals, der von Autherley Junction nach Chester führte. Damit verlor auch der nördliche Teil des Kanals einen Großteil des Frachtverkehrs nach Great Haywood zum Trent-Mersey-Kanal. Bis auf ein etwa 500 m langes Teilstück zwischen Alderley Junction und Autherley Junction lag der Kanal praktisch brach. Dort war und ist der Staffordshire-Worcestershire-Kanal das notwendige Verbindungsglied zwischen dem Birmingham-Kanal-Netzwerk (BCN) und dem Shropshire-Union-Kanal. Um überhaupt noch hinreichende Einnahmen zu erzielen, wurden die Frachtraten auf diesem kurzen Teilstück immer weiter erhöht, bis schließlich die Birmingham Canal Company und die Birmingham&Liverpool-Junction-Company damit drohten, ihre Kanäle mittels Aquädukt über dem Staffordshire-und-Worcestershire-Kanal hinweg zu verbinden. Angesichts der Gefahr, nunmehr auch die Einnahmen aus der letzten profitablen Kanalstrecke zu verlieren, entschied sich die Geschäftsführung die Frachtraten wieder zu senken.

### Niedergang
Auch unter dem Eindruck des Wettbewerbs mit der Eisenbahn (siehe auch: Earl of Dudley’s Railway) blieb die Staffordshire-Worcestershire-Kanalgesellschaft gleichwohl wirtschaftlich erfolgreich und bezahlte bis zur Jahrhundertwende vom 19. auf das 20. Jahrhundert Dividenden an die Aktionäre, wobei die Gewinne seit etwa 1860 merklich zurückgingen. Die Kanalgesellschaft blieb bis zur Nationalisierung des Kanalnetzes 1947 selbständig. In den letzten Jahren der Selbständigkeit bestand der hauptsächliche Güterverkehr aus dem Kohletransport zwischen der Kohlegrube in Cannock und dem Kohlekraftwerk bei Stourport. Letzteres beendete den Betrieb bereits 1949. Danach gab es kommerziellen Güterverkehr nur noch auf dem 500 m langen Teilstück zwischen der Aldersley Junction und der Autherley Junction.

### Restaurierung
1959 sollte der Kanal aufgegeben werden. Eine Gruppe von Kanal-Enthusiasten, die sich in der Staffordshire-Worcestershire-Kanal-Gesellschaft organisierten, bewahrte den Kanal jedoch vor der Schließung, dieser wurde 1968 wieder als regulärer Binnenschifffahrtsweg klassifiziert und bereits ein Jahr darauf – verglichen mit deutschem Recht – unter Denkmalschutz gestellt. Dies führte letztlich dazu, dass historische Gebäude und Kanal-Einrichtungen erhalten blieben und instand gesetzt wurden.

## Verbundene Kanäle und Wasserwege
Der Kanal ist mit folgenden weiteren Wasserstraßen verbunden:
- Severn bei Stourport
- Stourbridge-Kanal bei Stourton Junction
- BCN Main Line bei Aldersley Junction
- Shropshire-Union-Kanal bei Autherley Junction
- Hatherton-Kanal, (ein aufgegebener Kanal, der seiner Wiederinbetriebnahme noch harrt) bei Hatherton Junction

Die südliche Hälfte des Kanals bildet ein Segment des Stourport Rings, einem unter Bootstouristen beliebten Rundkurs westlich und südlich von Birmingham.
Die nördliche Hälfte des Kanals bildet ein Segment des Four Counties Rings, ebenfalls ein populärer Rundkurs westlich und nördlich von Birmingham.